# Luís Frederico de Württemberg-Montbéliard
Luís Frederico de Württemberg-Montbéliard (29 de janeiro de 1586 - 26 de janeiro de 1631) foi o governante de Württemberg-Montbéliard desde 1617 até à sua morte.

## Família
Luís Frederico era o filho mais velho do duque Frederico I de Württemberg e da princesa Sibila de Anhalt. Os seus avós paternos eram o duque Jorge I de Württemberg-Mömpelgard e a marquesa Bárbara de Hesse. Os seus avós maternos eram o príncipe Joaquim Ernesto de Anhalt e a condessa Inês de Barby-Mühlingen.

## Vida
Após a morte do seu pai, Luís Frederico assinou o "Tratado dos Cinco Irmãos" com os seus irmãos mais novos, dividindo o território que lhes tinha sido deixado e ficou com o principado de Montbéliard. Logo que assumiu a governação do principado, a sua população foi fortemente atacada pela peste negra.

## Casamentos e descendência
Luís Frederico casou-se pela primeira vez no dia 13 de julho de 1617 com a marquesa Isabel Madalena de Hesse-Darmstadt. O casal teve três filhos:
- Cristóvão de Württemberg-Montbéliard (25 de dezembro de 1620 - 1 de janeiro de 1621), morreu com um ano de idade.
- Henriqueta Luísa de Württemberg-Montbéliard (20 de junho de 1623 - 24 de agosto de 1650), casada com o marquês Alberto de Brandemburgo-Ansbach; sem descendência.
- Leopoldo Frederico de Württemberg-Montbéliard (30 de maio de 1624 - 15 de junho de 1662), casado com a duquesa Sibila de Württemberg; sem descendência.

Após a morte de Madalena, Luís casou-se com uma prima afastada dela, a condessa Ana Leonor de Nassau-Saarbrücken de quem teve mais três filhos:
- Jorge II de Württemberg-Montbéliard (5 de outubro de 1626 - 11 de junho de 1699]), casado com Ana de Coligny; com descendência.
- Henriqueta de Württemberg-Montbéliard (19 de dezembro de 1627 - 4 de março de 1628), morreu aos dois meses de idade.
- Jorgina Luísa de Württemberg-Montbéliard (1 de fevereiro de 1630 - 2 de abril de 1630), morreu aos dois meses de idade.